# David Lighty
David Maurice Lighty jr. (Cleveland, 27 maggio 1988) è un cestista statunitense, professionista in Italia e in Francia.

## Carriera
Uscito dalla Ohio State University, nell'estate 2011 è stato ingaggiato dalla Pallacanestro Cantù, giocando 8 gare di cui solo una da titolare. A dicembre il contratto con il club brianzolo è stato rescisso consensualmente, con il giocatore che pochi giorni dopo ha firmato per la Vanoli Cremona rimanendo così in Serie A. A Cremona il giocatore disputa un buon finale di stagione, contribuendo alla salvezza della formazione lombarda.
Nella stagione 2012-13 ha giocato in Francia, al Nanterre. Alla prima stagione in Francia, Lighty vince da protagonista lo scudetto transalpino. La stagione successiva, Lighty rimane al Nanterre con il quale gioca l'Eurolega uscendo al girone eliminatorio. Lighty gioca sette partite con una media di 11,3 punti, 3,9 rimbalzi e 2,7 assist. A seguito del cambio di formula dell'Eurolega, le squadre eliminate finiscono nelle Last 32 di Eurocup. Il Nanterre viene inserito nel girone I con i tedeschi del Ratiopharm Ulm, i turchi del Pinar Karsiyaka e l'ex squadra di Lighty, Cantù. Lighty guida Nanterre al primo posto del girone, ma la squadra viene eliminata agli ottavi di finale dagli ucraini del Budivelnyk Kiev. Lighty chiude la sua esperienza in Eurocup con 10,3 punti, 2,5 rimbalzi e 3,4 assist in 8 partite. Nel campionato francese, il Nanterre chiude decimo al termine di un'annata deludente.
Il 3 giugno 2014 passa all'ASVEL con un contratto biennale.
Il 23 luglio 2016 firma con l'Aquila Basket Trento, in Serie A, con la quale disputa 15 partite con un impiego medio di 30,5 minuti, totalizzando una media di 13,1 punti, il 54,5% da due, 2,4 rimbalzi, 2,4 assist. Il 24 febbraio 2017, firma con la Dinamo Sassari.
A livello di Nazionali giovanili, nel 2007 ha vinto la medaglia d'argento al Campionato mondiale maschile di pallacanestro Under-19 2007 di Novi Sad perdendo contro i padroni di casa della Serbia.

## Statistiche

### College
| Anno      | Squadra             | PG  | PT  | MP   | TC%  | 3P%  | TL%  | RP  | AP  | PRP | SP  | PP   |
| --------- | ------------------- | --- | --- | ---- | ---- | ---- | ---- | --- | --- | --- | --- | ---- |
| 2006-2007 | Ohio State Buckeyes | 39  | 7   | 16,3 | 37,4 | 20,0 | 68,5 | 2,3 | 1,0 | 0,5 | 0,2 | 3,7  |
| 2007-2008 | Ohio State Buckeyes | 37  | 37  | 32,0 | 44,5 | 32,7 | 62,3 | 3,6 | 2,4 | 1,3 | 0,2 | 9,0  |
| 2008-2009 | Ohio State Buckeyes | 7   | 7   | 32,9 | 47,1 | 26,3 | 53,6 | 5,7 | 1,9 | 1,4 | 0,3 | 9,7  |
| 2009-2010 | Ohio State Buckeyes | 37  | 37  | 36,3 | 49,2 | 38,3 | 63,2 | 4,5 | 3,0 | 1,6 | 0,5 | 12,6 |
| 2010-2011 | Ohio State Buckeyes | 37  | 36  | 32,1 | 46,8 | 42,9 | 62,7 | 4,0 | 3,3 | 1,5 | 0,5 | 12,1 |
| Carriera  | Carriera            | 157 | 124 | 29,2 | 45,9 | 35,8 | 62,9 | 3,7 | 2,4 | 1,2 | 0,2 | 9,3  |

### Eurolega
| Anno      | Squadra     | PG  | PT | MP   | TC%  | 3P%  | TL%  | RP  | AP  | PRP | SP  | PP   |
| --------- | ----------- | --- | -- | ---- | ---- | ---- | ---- | --- | --- | --- | --- | ---- |
| 2011-2012 | Pall. Cantù | 5   | 0  | 8,9  | 38,5 | 20,0 | 75,0 | 0,8 | 0,4 | 0,4 | 0,0 | 2,8  |
| 2013-2014 | Nanterre 92 | 7   | 6  | 30,4 | 42,9 | 34,6 | 55,6 | 3,9 | 2,7 | 0,7 | 0,6 | 11,3 |
| 2019-2020 | ASVEL       | 27  | 6  | 22,9 | 46,5 | 35,4 | 81,4 | 2,6 | 1,7 | 0,9 | 0,1 | 9,8  |
| 2020-2021 | ASVEL       | 33  | 25 | 25,3 | 48,8 | 35,1 | 86,1 | 2,8 | 1,9 | 1,0 | 0,0 | 11,3 |
| 2021-2022 | ASVEL       | 11  | 9  | 25,4 | 54,7 | 58,3 | 65,2 | 2,7 | 1,3 | 0,5 | 0,1 | 10,1 |
| 2022-2023 | ASVEL       | 28  | 19 | 22,8 | 45,7 | 42,6 | 72,9 | 2,4 | 1,5 | 0,7 | 0,0 | 8,1  |
| 2023-2024 | ASVEL       | 29  | 25 | 16,5 | 37,6 | 34,9 | 73,3 | 1,4 | 1,0 | 0,6 | 0,0 | 3,3  |
| Carriera  | Carriera    | 140 | 90 | 22,2 | 46,5 | 38,0 | 76,5 | 2,4 | 1,5 | 0,8 | 0,1 | 8,3  |

## Palmarès
- Campione NIT (2008)
- Campionato francese: 5

Nanterre: 2012-2013
ASVEL: 2015-2016, 2018-2019, 2020-2021, 2021-2022
- Coppa di Francia: 3

Nanterre: 2013-2014
ASVEL: 2018-2019, 2020-2021
- Leaders Cup: 1

ASVEL: 2023

### Individuale
- LNB Pro A MVP finali: 2

Nanterre: 2012-2013
ASVEL: 2020-2021